# Manuel la Peña
Pour les articles homonymes, voir Peña (homonymie).
Manuel de la Peña (?-v.1808-1811), parfois nommé Manuel Lapeña, est un officier de l'armée espagnole qui servit pendant la guerre d'indépendance espagnole. Il est surtout connu pour son commandement de l'expédition de l'armée anglo-espagnole de Cadix, qui conduit à la bataille de Barrosa.
En dépit d'une réputation d'incompétence - il est surnommé Doña Manuela (Madame Manuele) - la Peña est un homme ambitieux doté d'un talent de diplomatie. En 1808, la Peña commande une grande partie de l'armée espagnole du Centre, en poste à Cascante.

## Bataille de Tudela
Le 23 novembre 1808, l'armée espagnole du Centre, sous le commandement du général Castaños, est attaquée par le IIIe corps de Jean Lannes à Tudela. L'attaquant français cherche à profiter d'un écart entre le corps principal de l'armée espagnole et les ailes. Cherchant à réduire l'écart, Castaños commande à la Peña de combler le vide. Celui-ci ignore tout simplement l'ordre. Il dispose pourtant à ce moment de 20 000 hommes à opposer aux 9 000 Français sur le champ de bataille. Plutôt que d'apporter des renforts à l'armée espagnole, la Peña se contente de petits accrochages avec les quelques troupes françaises dispersées. Ayant perdu 200 hommes dans ces actions, il assiste à la défaite de l'armée du Centre, avant de battre en retraite vers Borja.

## Armée du Centre
Après Tudela, Castaños reçoit l'ordre de prendre la présidence du comité directeur de la Junte centrale, ce qui lui donne en fait le commandement de l'armée du Centre qui s'est réformé à Guadalajara. La Peña tente alors de libérer Madrid qui est assiégé par Napoléon. Il est toutefois intercepté par le Ier corps du maréchal Ney qui le contraint à la retraite sur Cuenca où il est aussitôt remplacé par Pedro Alcántara de Toledo y Salm-Salm, duc del Infantado dans le commandement de l'armée du Centre.

## Cadix
En décembre 1810, la Peña succède à Joaquín Blake y Joyes comme capitaine général de l'Andalousie. Cependant, comme fervent défenseur des Cortes, la nouvelle Régence le relève de son commandement et lui ordonne de gagner Cadix avec ses troupes. Étant l'officier le plus ancien, la Peña prend alors le commandement des forces espagnoles sur l'île de Léon.

## Bataille de Barrosa
En janvier 1811, les alliés britanniques et espagnols profitent d'un baisse des effectifs des forces françaises qui assiègent Cadix, pour lancer une expédition et les forcer à lever le siège de la ville. Bien qu'ayant reçu du gouvernement britannique l'autorisation de refuser de prendre part à une expédition sans la conduire lui-même, Thomas Graham accepte de céder le commandement à la Peña.
Quittant Cadix par la mer entre le 21 et 24 février, l'expédition anglo-espagnole se regroupe à Tarifa le 27 février et se dirige vers Chiclana, pour prendre les Français à revers. Le maréchal Victor réagi vivement et marche à la rencontre des alliés avec 10 000 hommes. Le 5 mars, l'avant-garde de la Peña chasse une division française sur la route principale de Cadix. Pendant ce temps, l'arrière-garde commandée par Graham est attaquée par deux divisions de Victor. Le commandant britannique divise ses forces en deux colonnes, pour faire face à chacune des divisions françaises. Bien que la Peña se soit bien gardé de venir à ses alliés, les Britanniques repoussent les assaillants. Malgré la victoire, la Peña renonce à la poursuite et rentre à Cadix. Les Français en profitent pour reprendre le siège de la ville jusqu'au 24 août de l'année suivante.
Pour son attitude, la Peña sera conduit devant la cour martiale. Acquitté, il sera toutefois privé de commandement.